# 埃什特雷拉山脈
埃什特雷拉山脈（葡萄牙語：Serra da Estrela，葡萄牙語發音：[ˈsɛʁɐ ðɐ (ɨ)ʃˈtɾelɐ]，山名是「星星」的意思）位於葡萄牙中北部，長100公里，最闊30公里，是葡萄牙本土最高峰 （海拔1,993公尺）。1725年國王若昂五世下令建造一座高7公尺的塔，使其高度達2,000公尺。
地質上由花崗石構成，與該國南部相似。它是蒙德古河的發源地。

## 人文
當地有特種的狗，埃什特雷拉山犬和乾酪。另外小說《白鯨記》第41章也曾提及它：
"... the prodigies related in old times of the inland Strello mountain in Portugal (near whose top there was said to be a lake in which the wrecks of ships floated up to the surface)..."

埃什特雷拉山脈 - Serra da Estrela
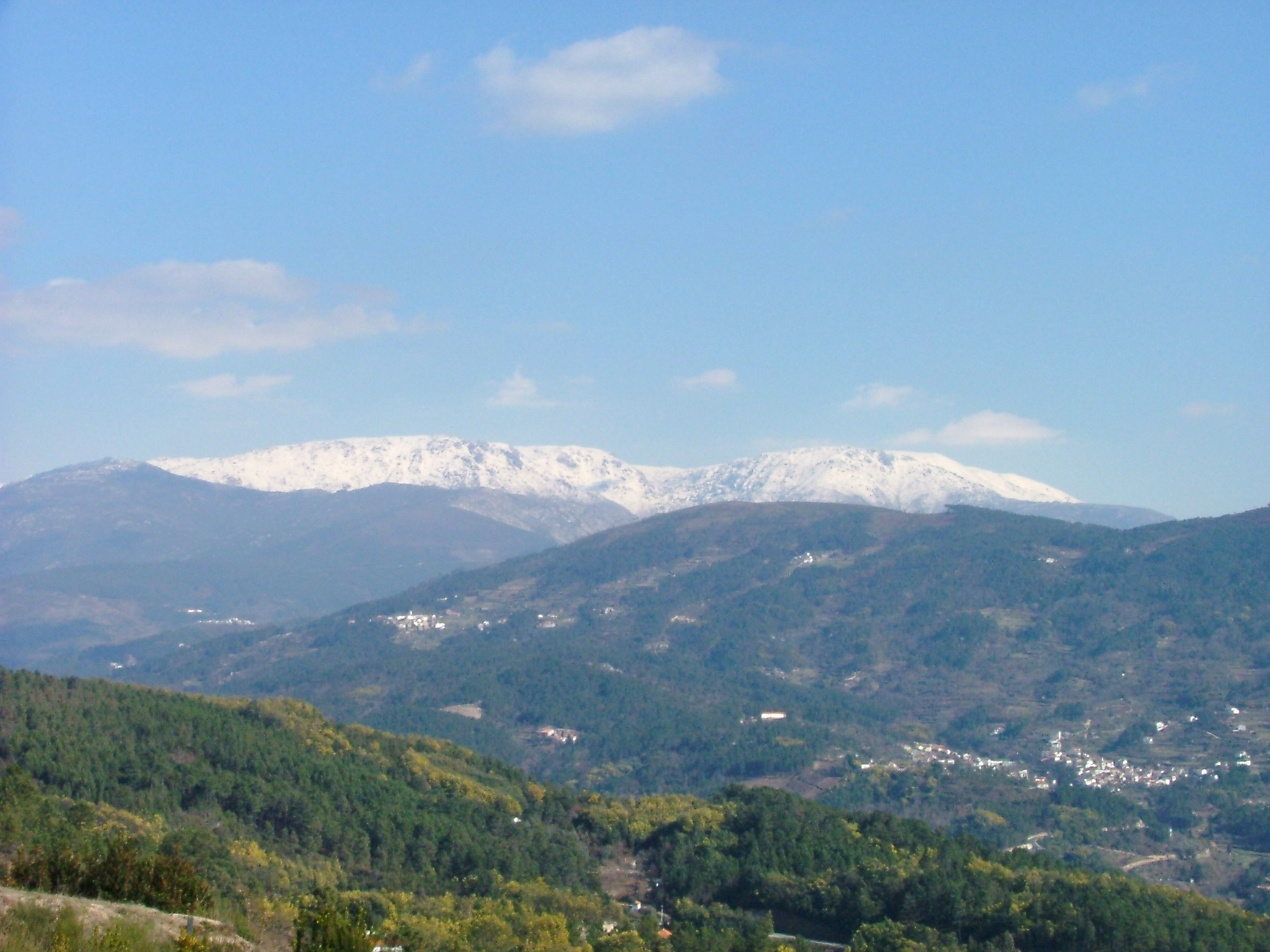
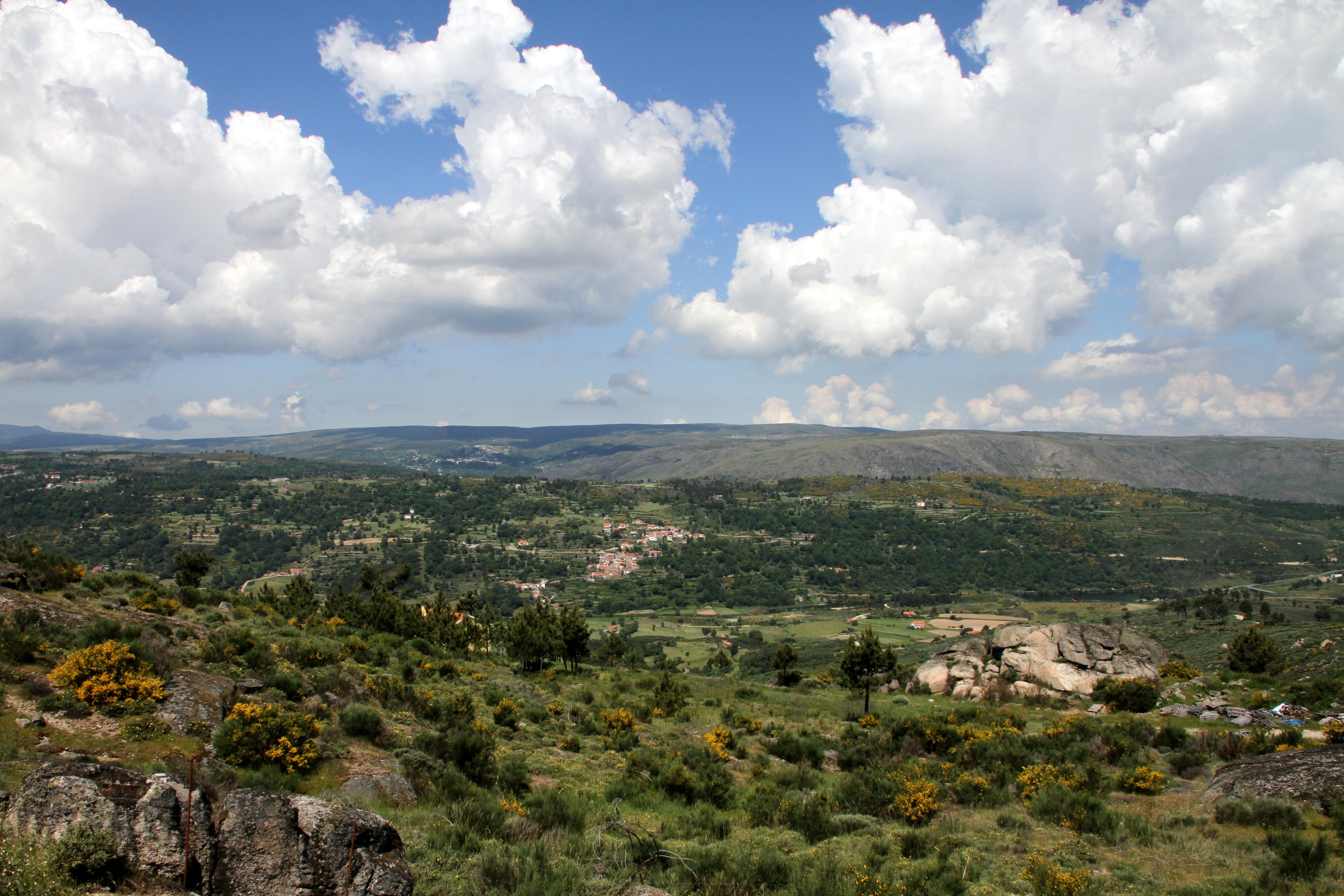
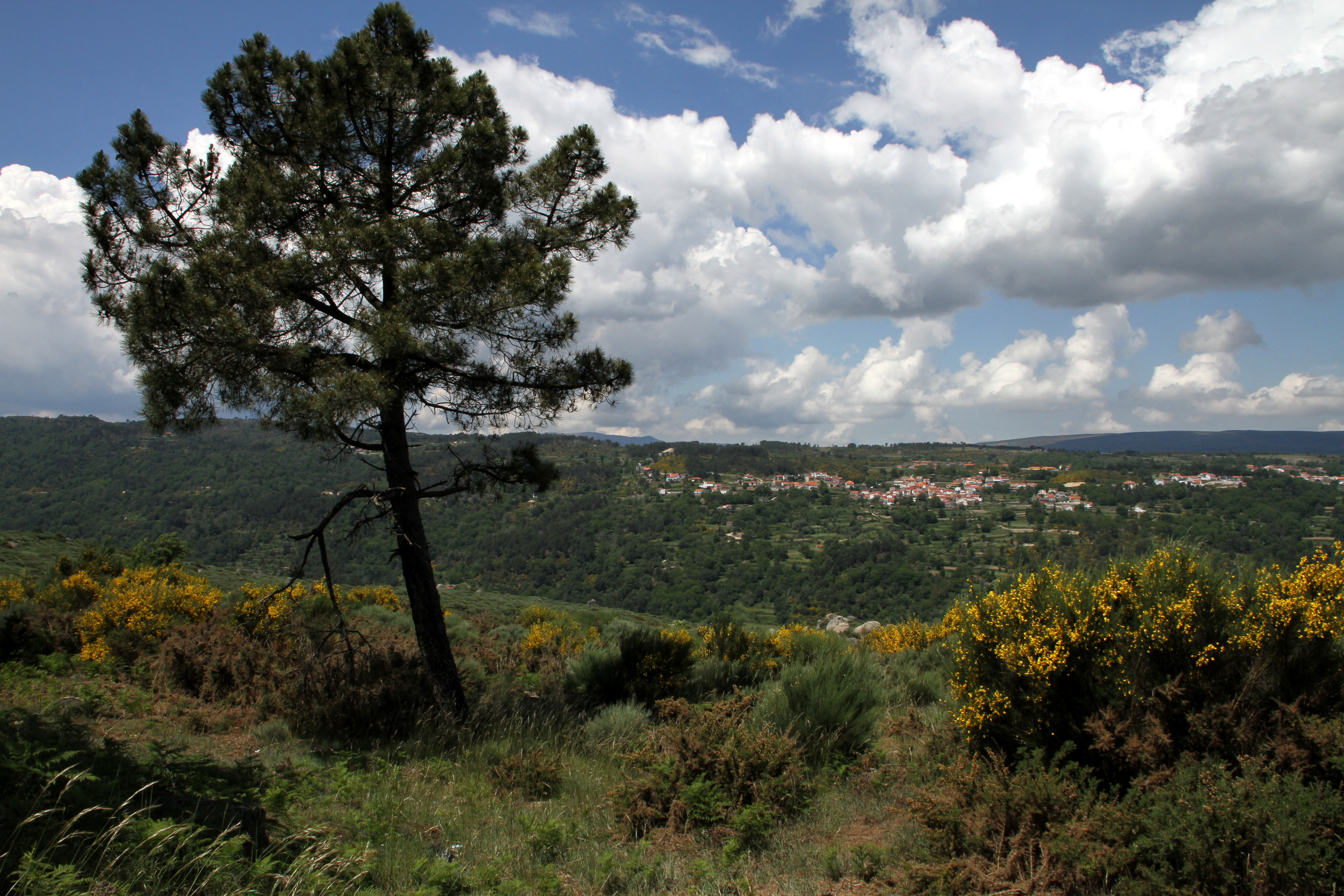
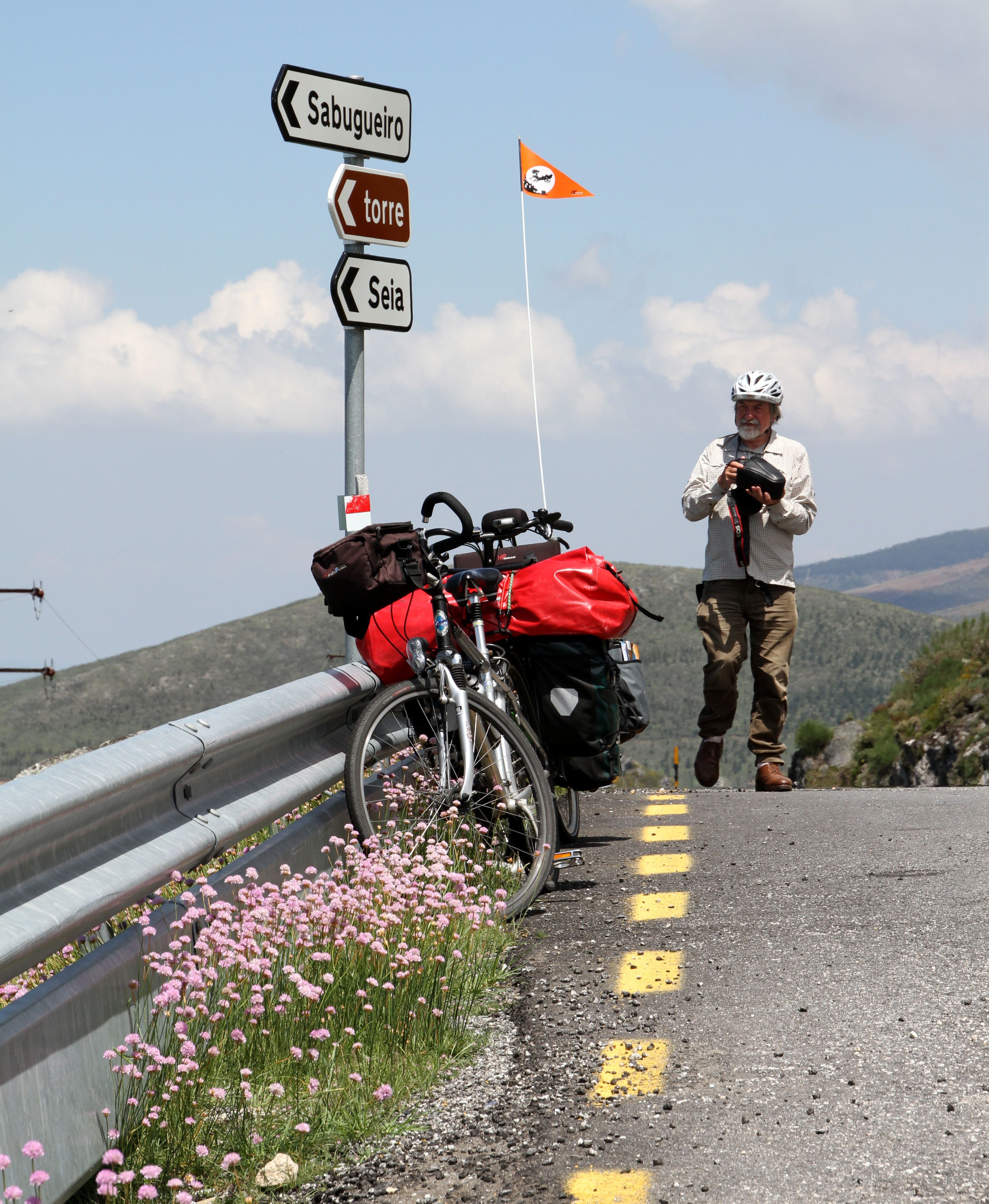
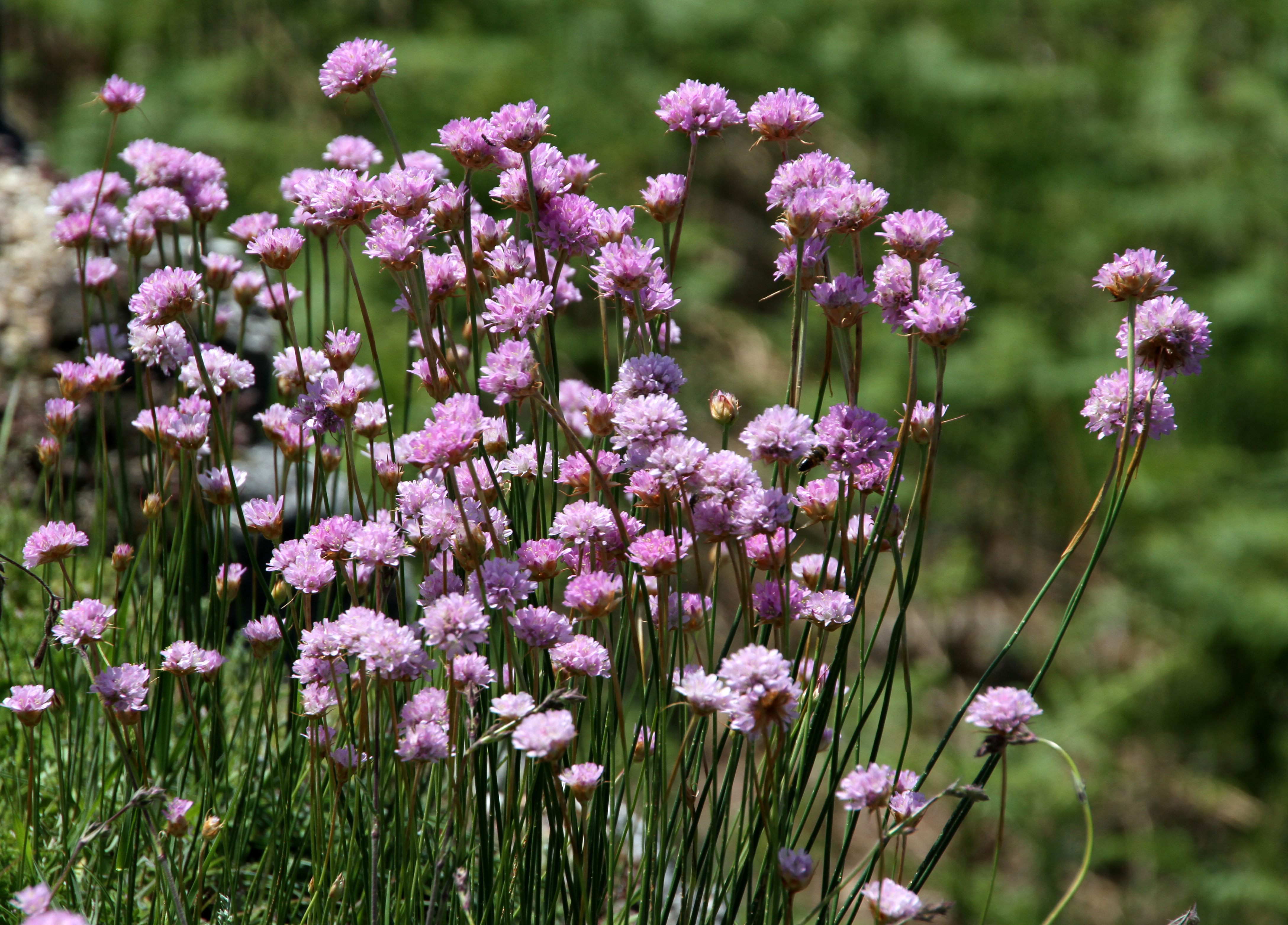
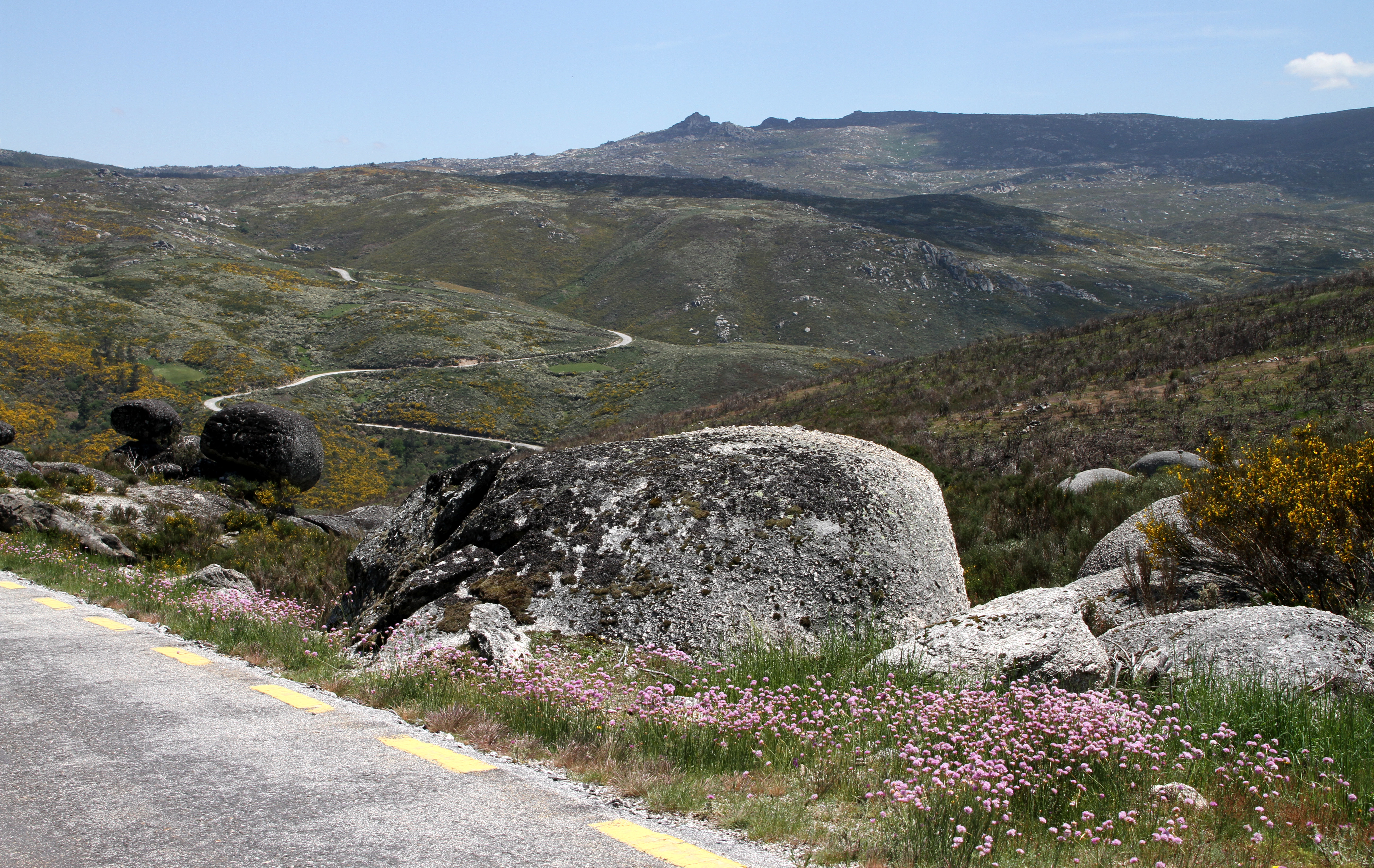
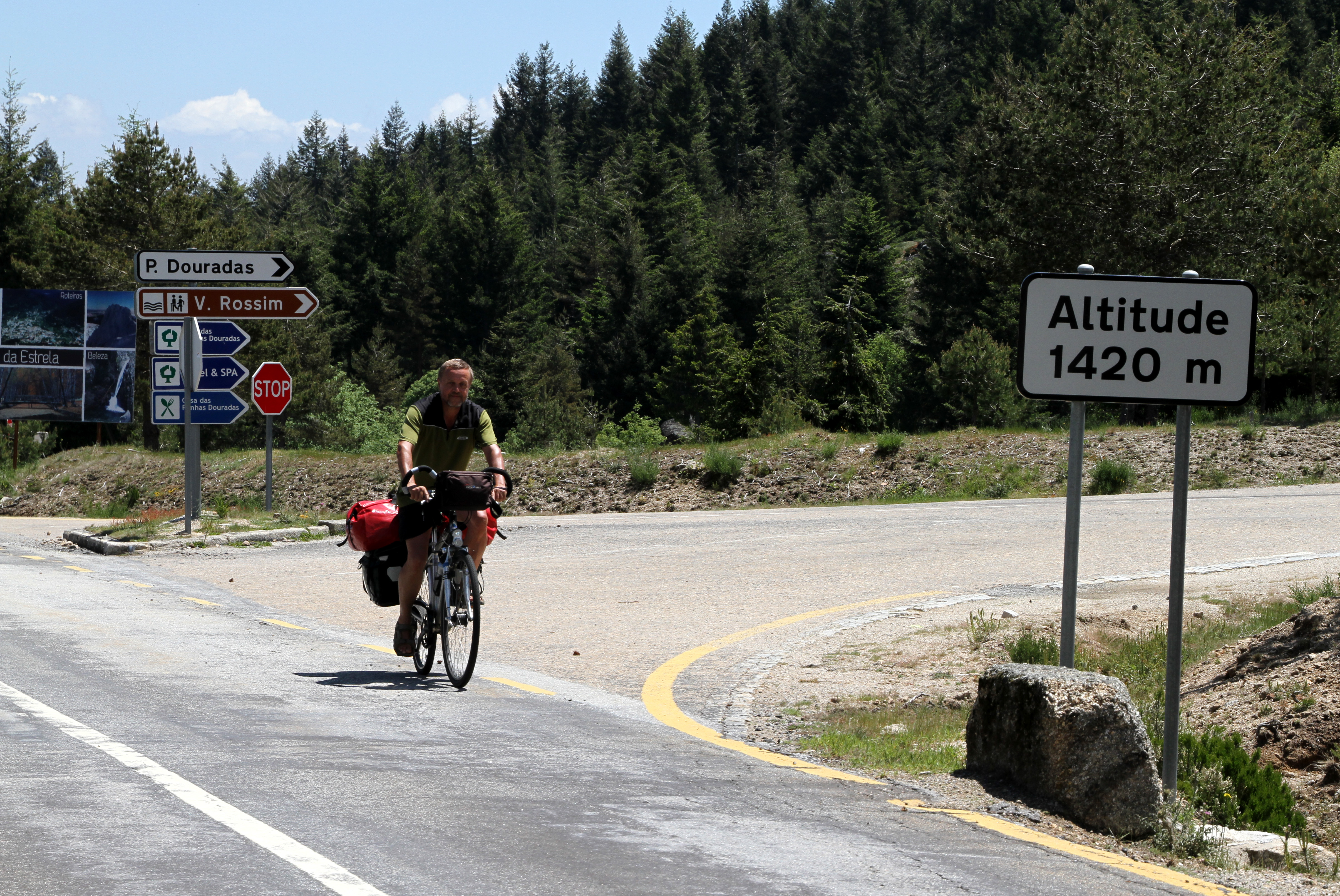
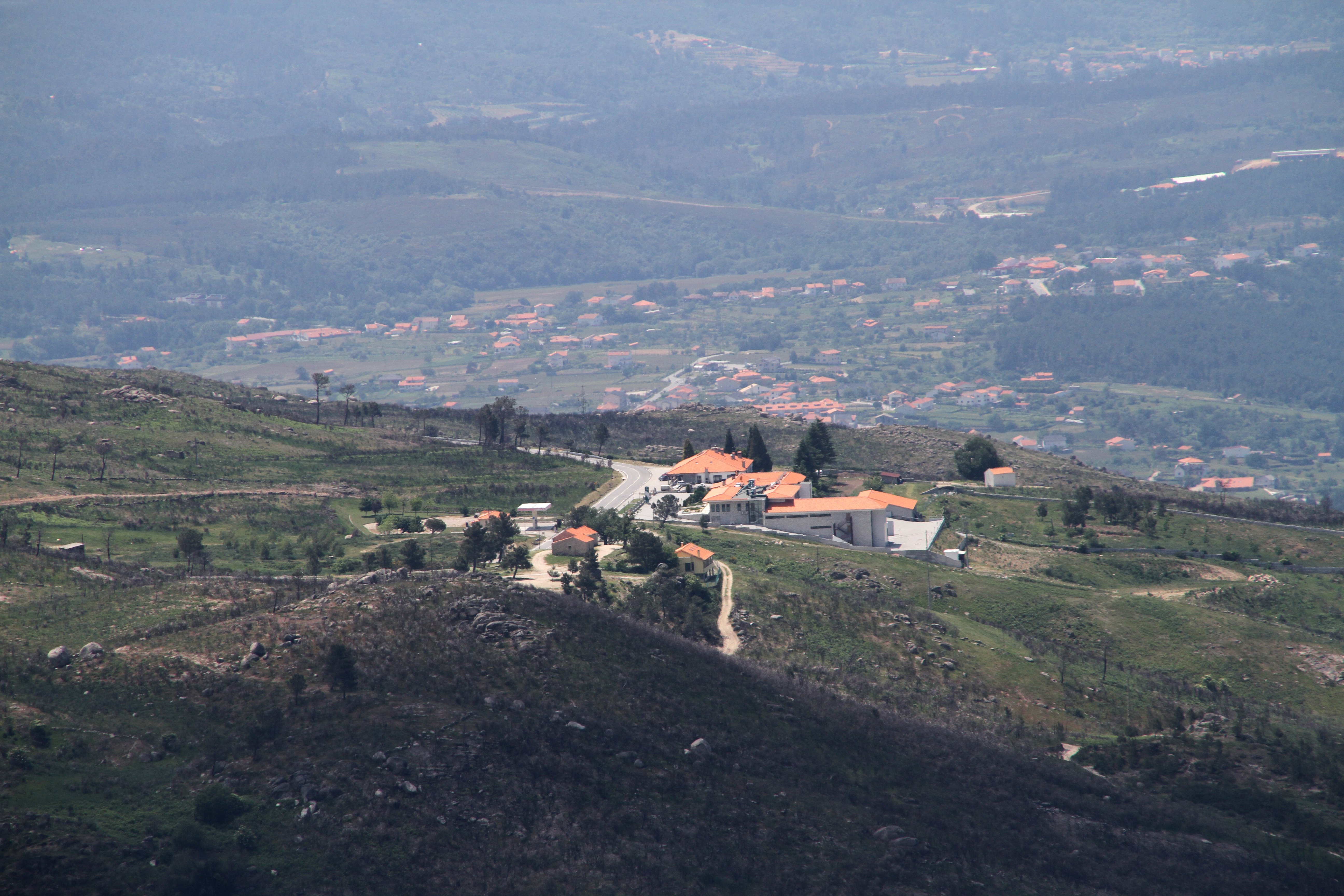